# Touroultia
Touroultia is een kevergeslacht uit de familie van de boktorren (Cerambycidae). De wetenschappelijke naam van het geslacht werd voor het eerst geldig gepubliceerd in 2012 door Nearns & Tavakilian.

## Soorten
Touroultia omvat de volgende soorten:
- Touroultia lordi Nearns & Tavakilian, 2012
- Touroultia obscurella (Bates, 1865)
- Touroultia swifti Nearns & Tavakilian, 2012